# Tramway d'Almada
Le tramway d'Almada (Metro Transportes do Sul ou Metropolitano Ligeiro da Margem Sul do Tejo) dessert la municipalité d'Almada, au Portugal.

## Réseau actuel
Le réseau se décompose en trois lignes :
- 1: Cacilhas — Corroios
- 2: Corroios — Pragal
- 3: Cacilhas — Universidade

### Métro ou tramway?
Le terme « métro » employé par la société exploitante et par la municipalité prête à ambiguïté.
Ainsi, le matériel roulant est un tramway, le modèle étant le Combino de Siemens et le réseau est construit en surface exactement comme un tramway, seul un pont au-dessus de l'autoroute A2 et ses embranchements sont en site propre. Pour prétendre à l'appellation de métro léger, il faudrait que la totalité de son parcours soit en site propre intégral.

### Matériel roulant
24 rames Siemens Combino Plus circulent sur le réseau.